# Miloš Obradović
Miloš Obradović (* 30. března 1987, Ub) je srbský fotbalový obránce či záložník, od července 2013 bez angažmá.

## Klubová kariéra
Svoji fotbalovou kariéru začal v FK Borac Čačak. Mezi jeho další angažmá patří: FK Crvena zvezda, FK Bečej, FK Sopot, FK Palić, FK Spartak Zlatibor Voda, FK Palilulac Beograd, FK Mladost Lučani, FK Metalac Gornji Milanovac, UD Leiria a FC Nitra.